# Gaya minutiflora
Gaya minutiflora är en malvaväxtart som beskrevs av Joseph Nelson Rose. Gaya minutiflora ingår i släktet Gaya och familjen malvaväxter. Inga underarter finns listade i Catalogue of Life.